# Persone di nome Maria/Cantanti
| Questa pagina contiene informazioni ricavate automaticamente dalle voci biografiche con l'ausilio del template Bio e di un bot. L'aggiornamento è periodico e automatico e ricostruisce completamente la pagina. Se manca una persona in questa lista, sei pregato di non aggiungerla, ma accertati piuttosto che la sua voce biografica contenga il template Bio e che i dati anagrafici siano correttamente compilati. Se il template Bio manca, inseriscilo tu stesso o, in alternativa, metti l'avviso {{tmp\|Bio}} che ne segnala la mancanza. Se i dati riportati sono sbagliati, correggi direttamente la voce biografica; le modifiche saranno visibili in questa lista entro pochi giorni. Per chiarimenti vedi il progetto antroponimi. La lista contiene solo le 61 persone che sono citate nell'enciclopedia e per le quali è stato implementato correttamente il template Bio. Pagina aggiornata al 22 lug 2025. |

Questa è una lista di persone presenti nell'enciclopedia che hanno il nome Maria e sono cantanti.

## A(1)
- Maria Arredondo, cantante norvegese (Vennesla, n. 1985)

## B(8)
- Milva, cantante e attrice italiana (Goro, n. 1939 - Milano, † 2021)
- Maria del Mar Bonet, cantante spagnola (Palma di Maiorca, n. 1947)
- Maria Borsa, cantante italiana (Napoli, n. 1868 - Napoli, † 1926)
- Maria Cristina Brancucci, cantante italiana (Roma, n. 1940 - Roma, † 2022)
- Maria Breon, cantante statunitense
- Concha Buika, cantante spagnola (Palma di Maiorca, n. 1972)
- Ilinca, cantante rumena (Târgu Mureș, n. 1998)
- Jacinta, cantante portoghese (Gafanha da Nazaré, n. 1971)

## C(7)
- Maria Campi, cantante e attrice italiana (Roma, n. 1877 - Roma, † 1963)
- May East, cantante, attivista e urbanista brasiliana (San Paolo, n. 1956)
- Marya, cantante e rapper italiana (Reggio Calabria, n. 1977)
- Maria Ciobanu, cantante e paroliera rumena (Roșiile, n. 1937)
- Mira, cantante rumena (Rovinari, n. 1995)
- Louiselle, cantante italiana (Vallelonga, n. 1946 - Roma, † 2024)
- Maria Rita, cantante e compositrice brasiliana (San Paolo, n. 1977)

## D(6)
- Carminho, cantante e compositrice portoghese (Lisbona, n. 1984)
- Sandra Dahlberg, cantante svedese (Klimpfjäll, n. 1979)
- Maria Pia De Vito, cantante e compositrice italiana (Napoli, n. 1960)
- Maria Doris, cantante italiana (Bologna, n. 1933 - San Donà di Piave, † 2023)
- Teresa Salgueiro, cantante portoghese (Lisbona, n. 1969)
- Céu, cantante e cantautrice brasiliana (San Paolo, n. 1980)

## E(1)
- Mariska Veres, cantante olandese (L'Aia, n. 1947 - L'Aia, † 2006)

## F(3)
- Maria Farantouri, cantante e musicista greca (Atene, n. 1947)
- Nelly Fioramonti, cantante italiana (Roma, n. 1939 - Roma, † 1973)
- Maria Grazia Fontana, cantante, personaggio televisivo e pianista italiana (Canino, n. 1959)

## G(3)
- Maria Guinot, cantante e pianista portoghese (Lisbona, n. 1945 - Cascais, † 2018)
- Kelly, cantante italiana (Potenza, n. 1933 - Napoli, † 1999)
- Mama Marjas, cantante italiana (Santeramo in Colle, n. 1986)

## H(1)
- Maria Lucia Rosenberg, cantante danese (Århus, n. 1984)

## J(1)
- Maria Jottini, cantante italiana (Alessandria, n. 1921 - Broni, † 2007)

## K(1)
- Maria Elena Kyriakou, cantante cipriota (Larnaca, n. 1984)

## L(3)
- Maria Lawson, cantante britannica (Londra, n. 1979)
- Maria Lund, cantante finlandese (Monaco di Baviera, n. 1983)
- Maria Lătărețu, cantante e compositrice rumena (Bălceşti, n. 1911 - Româneşti, † 1972)

## M(5)
- Carolina Deslandes, cantante portoghese (Lisbona, n. 1991)
- Maria Severa Onofriana, cantante portoghese (Lisbona, n. 1820 - Lisbona, † 1846)
- Morgana King, cantante e attrice statunitense (Pleasantville, n. 1930 - Palm Springs, † 2018)
- Maria Mohn, cantante norvegese (Fredrikstad, n. 1983)
- Maloy Lozanes, cantante filippina (Manila, n. 1976)

## N(1)
- Maria Nazionale, cantante e attrice italiana (Torre Annunziata, n. 1969)

## P(7)
- Lura, cantante portoghese (Lisbona, n. 1975)
- Maria, cantante bulgara (Stara Zagora, n. 1982)
- Maria Paris, cantante italiana (Napoli, n. 1932 - Napoli, † 2018)
- Nazaré Pereira, cantante, compositrice e danzatrice brasiliana (Xapuri, n. 1940)
- Maria Peszek, cantante e attrice polacca (Breslavia, n. 1973)
- Zizi Possi, cantante e blogger brasiliana (San Paolo, n. 1956)
- Maria Rosa Punzirudu, cantante italiana (Ozieri, n. 1887 - Ozieri, † 1964)

## R(1)
- Maryla Rodowicz, cantante, chitarrista e attrice polacca (Zielona Góra, n. 1945)

## S(5)
- Maria Creuza, cantante brasiliana (Esplanada, n. 1944)
- Maria Sadowska, cantante e regista cinematografica polacca (Varsavia, n. 1976)
- Elisa Silva, cantante portoghese (Ponta do Sol, n. 1999)
- Maria Solheim, cantante e cantautrice norvegese (Alsvåg, n. 1982)
- Zangeres Zonder Naam, cantante olandese (Leida, n. 1919 - Horn, † 1998)

## T(3)
- Maria Tănase, cantante romena (Bucarest, n. 1913 - † 1963)
- Maria Augusta Trapp, cantante e scrittrice austriaca (Vienna, n. 1905 - Morrisville, † 1987)
- Maria Franziska von Trapp, cantante e missionaria austriaca (Zell am See, n. 1914 - Stowe, † 2014)

## V(3)
- Maria Teresa Vera, cantante, compositrice e chitarrista cubana (Guanajay, n. 1895 - † 1965)
- Maria Vidal, cantante statunitense (Miami, n. 1960)
- Sabrina, cantante portoghese (Setúbal, n. 1982)

## Ż(1)
- Mery Spolsky, cantante polacca (Varsavia, n. 1993)